# Йозеф Бруннер
Йозеф Бруннер (нім. Josef Brunner; 30 жовтня 1889, Штадль-Паура — 15 січня 1967, Ламбах) — австрійський і німецький офіцер, генерал-лейтенант люфтваффе (1 жовтня 1943).

## Біографія
18 серпня 1910 року вступив у 98-й піхотний полк. Учасник Першої світової війни. В лютому-травні 1917 року навчався  льотній офіцерській школі у Вінер-Нойштадті. З 12 травня 1917 року — льотчик-спостерігач, з листопада 1917 року — командир 36-ї авіароти. З листопада 1918 по серпень 1920 року — льотчик німецько-австрійських льотних частин. В 1920 році прийнятий на службу в австрійську армію, служив у 5-му піхотному полку і піхотному технічному училищі. 1 квітня 1934 року переведений в 1-й авіаполк (розквартирований у Відні) і 1 липня 1935 року призначений його командиром. Підтримав аншлюс і 15 березня 1938 року був переведений в люфтваффе. З 1 грудня 1938 року — командир групи 55-ї бомбардувальної ескадри та комендант авіабази Лангенгаген. З 1 липня 1939 року — офіцер для особливих доручень при 14-й розвідувальній групі. 17 лютого 1941 року призначений командувачем авіації групи армій «Північ», керував координацією дій авіації щодо підтримки сухопутних військ, у тому числі під час боїв на Півночі Росії та під час блокади Ленінграда. З лютого 1942 року — командувач люфтваффе при головнокомандувачі на Заході. З 1943 року — начальник 1-го військового авіаучилища і комендант авіабази у Дрездені. 10 червня 1944 року призначений вищим командувачем військових авіаційних училищ. 22 лютого 1945 року переведений в розпорядження штабу розвідувальної авіадивізії. Після закінчення війни виїхав в Австрію.

## Нагороди
- Бронзова медаль «За військові заслуги» (Австро-Угорщина) з мечами
- Хрест «За військові заслуги» (Австро-Угорщина) 3-го класу мечами та військовою відзнакою (1917)
- Військовий Хрест Карла
- Залізний хрест 2-го класу
- Медаль «За поранення» (Австро-Угорщина) з двома смугами
- Нагрудний знак польового пілота (Австро-Угорщина)
- Почесний знак «За заслуги перед Австрійською Республікою», золотий знак (1931)
- Сертифікат пошани від федерального міністра оборони Карла Вогойна (1932)
- Пам'ятна військова медаль (Австрія) з мечами (1933)
- Хрест «За вислугу років» (Австрія) 2-го класу для офіцерів (25 років) (1935)
- Орден Заслуг (Австрія), лицарський хрест (1935)
- Пам'ятна військова медаль (Угорщина) з мечами
- Почесний хрест ветерана війни з мечами
- Нагрудний знак спостерігача (21 грудня 1938)
- Медаль «За вислугу років у Вермахті» 4-го, 3-го, 2-го і 1-го класу (25 років)
- Орден Корони Італії, офіцерський хрест (1939)
- Нагрудний знак «За поранення» в чорному
- Застібка до Залізного хреста 2-го класу (1939)
- Залізний хрест 1-го класу (1940)
- Медаль «За зимову кампанію на Сході 1941/42»
- Хрест Воєнних заслуг 2-го і 1-го класу з мечами
- Орден Заслуг (Угорщина), офіцерський хрест з мечами
- Нагрудний знак пілота (Угорщина)
- Орден Святої Корони, командорський хрест 1-го класу з військовою відзнакою і мечами (Угорщина)